# 本野英吉郎
本野 英吉郎（もとの えいきちろう, 元治元年4月8日（1864年5月13日） - 大正7年（1918年）7月11日）は、日本の化学者、実業家。
読売新聞創始者の本野盛亨の次男として、盛亨のイギリス駐在時代にロンドンで生まれた。帝国大学卒業。早稲田大学教授、農商務省特許局審査官、4代目読売新聞社長。
兄に外務大臣の本野一郎がいる。妻のぎんは松山棟庵の長女。